# 三輪一登
三輪 一登 (みわ かずと、1984年(昭和59年)8月18日－)は、日本のサックス奏者。
また作・編曲家、コンテスト審査員、ラジオパーソナリティとしても活動している。

## 経歴
愛知県名古屋市出身。高校より吹奏楽部でサックスを始める。2008年に名古屋芸術大学器楽科弦管打コース卒業。
クラシックサックスを三日月孝、雲井雅人の各氏に師事。ジャズサックスを野々田万照、KennyGarrettの各氏に師事。
2008年名古屋芸術大学主催、卒業演奏会に出演。またヤマハ主催管楽器新人演奏会に出演。
2010年初のリサイタル~jazzsicc~を行う。QuinKranzのメンバーとして2018年に１stアルバムをリリース。
エンターティナーとして人々を楽しませ年間約１００ステージの演奏活動を展開している。
Twitterでは動画がバズり250万回再生17万いいね獲得。
自身がリーダーを務める「カズトレインSaxQuartet」ではベビーカーコンサートや下呂温泉水明館でライブをし老若男女から愛されている。全国のジャズフェスにも参加し、楽しいトークとパフォーマンスで人気を博している。
2020年にコロナ禍になり仕事が激減した音楽家のために特別養護老人ホームにて利用者へ演奏をする仕事を開始。新聞ラジオなど各メディアに取り上げられる。また障がい者施設での演奏も始まりガイドヘルパーの資格も取得する。
社会福祉法人「よつ葉庄内ハッピーダンスクラブ」にてにっぽんど真ん中祭り2022に参加。
演舞楽曲の作曲を担当し健闘賞、SNS大賞を受賞。
2021年にぎふチャンラジオで誕生したポップスバンド「WHITE SPACE CREW」では短期間でオリジナル曲を量産しアルバムを世界リリース。ライブも３回行いキャッチーなメロディが高い評価を受けている。またCMソングも制作し、企業に採用されている。
現在はサックス奏者、作·編曲家。
2017年より矢沢永吉のライブツアーでホーンセクションを担当。
2019年10月より３年間にわたり岐阜放送ラジオ(愛称：ぎふチャンラジオ)の毎週木曜日１８時～２１時『三輪一登のトワイライトミュージック』
のパーソナリティを務める。リスナーに惜しまれつつ番組終了。
2022年10月より東海ラジオパーソナリティ。大前りょうすけ担当の「OH! MY CHANNEL!」内の「OH! MY SAX!」に出演中である。
鉄道ファンでもあり鉄道に関する演奏活動も展開している。スギテツとの共演も多数あり。

## 受賞歴
高校１年で吹奏楽コンクール東海大会金賞受賞。高校２年でソロコンテストにて東海大会金賞受賞。高校３年でYAMAHA管カラ全国大会にて
グッドパフォーマンス賞受賞。大学４年で東海ビッグバンドジャズコンテストにて最優秀ソリスト賞受賞。